# Roger Griffin
Roger David Griffin (n. 31 ianuarie 1948) este un istoric britanic, profesor de istorie modernă și filozof politic, angajat al Oxford Brookes University. Principalele sale lucrări au în vedere ideologia și istoria fascismului, dar și fanatismul de-a lungul istoriei.